# 包克雲球

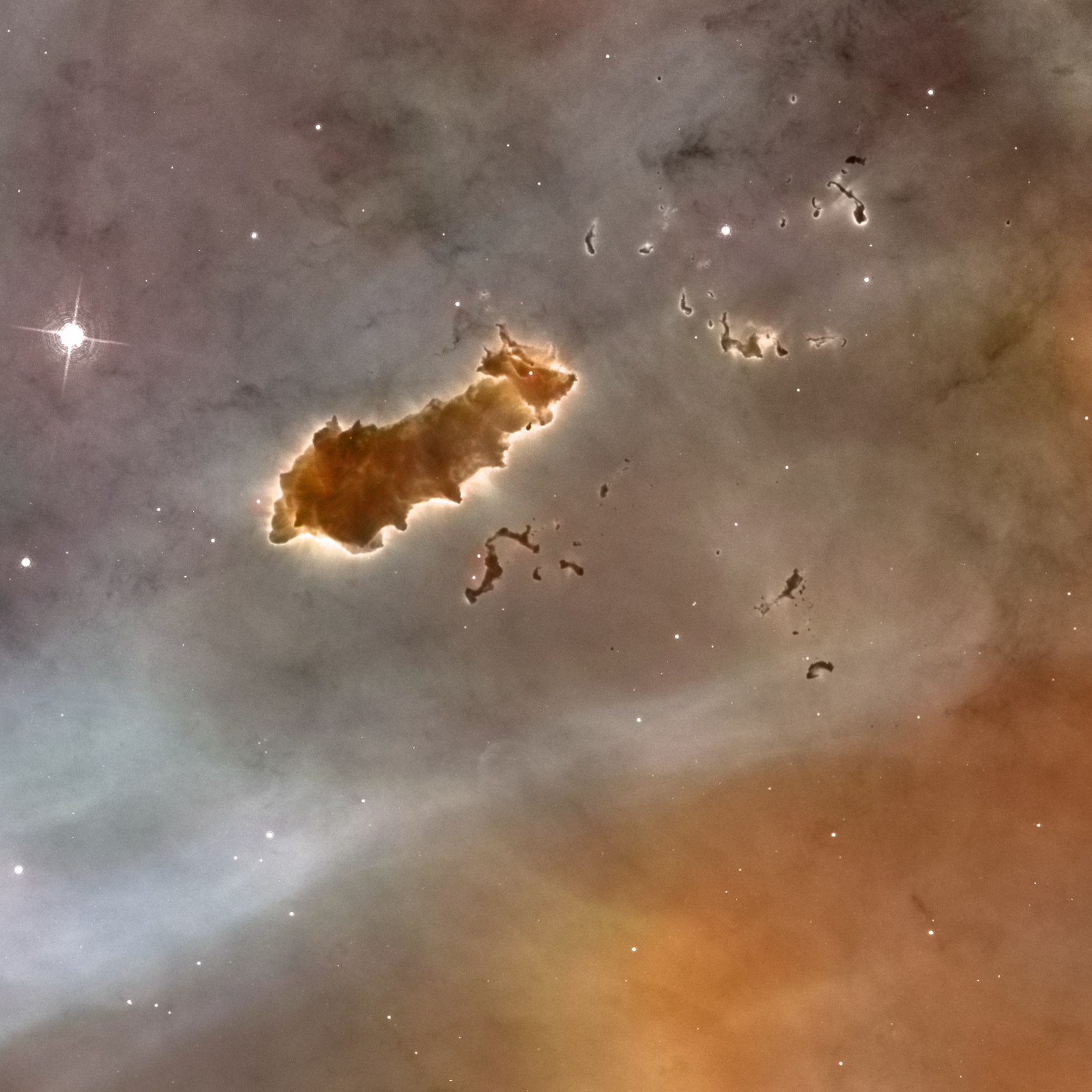
船底座星雲中的包克雲球，由哈伯太空望遠鏡拍攝。

包克雲球（英語：Bok globule）是在恆星形成過程中含有稠密的宇宙塵埃和可能發生氣體雲；在天文學中是孤立，相對較小的暗星雲。包克雲球位於電離氫區（H II區）內，通常質量約為2至50太陽質量，包含在大約跨越一光年左右的區域內（數量級大約為4.5×1047 m3）。它們含有分子氫、碳氧化物和氦，以及約1%（按質量計）的矽酸鹽粉塵。包克雲球通常導致雙星或多星系統的形成。

## 歷史
包克雲球是在1940年代被天文學家巴特·包克首度發現的，在1947年的一篇論文中，包克和E.F. Reilly假設這些雲氣很像是昆蟲的繭，會經歷重力崩塌後形成新的恆星，也就是恆星或星團的誕生。這個假說很難在觀測上獲得證實，因為內部散發出來的可見光被濃密的黑暗雲氣遮蔽掉而難以看見。1990年，分析在近紅外線的觀測才證實了恆星在包克雲球內誕生。進一步的觀測顯露出包克雲球內嵌有熱源，有些是哈比—哈羅天體，和向外噴流的分子氣體。微米波發射線的研究，也提供了落入的氣體吸積成原恆星的證據。
包克雲球依然是積極研究的主題，是在自然的宇宙中所知最冷的對象（大约为8K），她們的結構和密度仍有許多神秘之處。目前能運用的方法，是依靠近紅外線消光導出的柱密度和未來的恆星計數，以進一步的探測這些天體。

## 外部連結
- Article from American Scientist （页面存档备份，存于）（May-June 2001）
- A Star in the Making （页面存档备份，存于）